# Côte basque rocheuse et extension au large
Côte basque rocheuse et extension au large este o arie protejată (sit de importanță comunitară — SCI) din Franța întinsă pe o suprafață de 7.790 ha, integral marine.

## Localizare
Centrul sitului Côte basque rocheuse et extension au large este situat la coordonatele 43°27′25″N 1°38′22″W / 43.45692°N 1.63958°V.

## Înființare
Situl Côte basque rocheuse et extension au large a fost declarat arie specială de conservare în baza directivei 92/43 din 1992 referitoare la conservarea habitatelor naturale și a faunei și florei sălbatice pentru a proteja 6 specii de animale.

## Biodiversitate
Situată în ecoregiunea atlantică, aria protejată conține 3 habitate naturale: Recifuri, Peșteri marine scufundate complet sau parțial, Bancuri de nisip acoperite în permanență slab de apă marină.
La baza desemnării sitului se află mai multe specii protejate:
- mamifere (2): marsuin (Phocoena phocoena), delfin mare (Tursiops truncatus)
- pești (4): Alosa alosa, Alosa fallax, Petromyzon marinus, somonul (Salmo salar)

Pe lângă speciile protejate, pe teritoriul sitului au mai fost identificate 1 specie de plante, 1 specie de mamifere, 1 specie de pești.